# Étienne Pasquier
Étienne Pasquier (ur. 7 czerwca 1529 w Paryżu, zm. 1 września 1615 tamże) – francuski pisarz, historyk, poeta i prawnik, jeden z wybitnych przedstawicieli humanizmu francuskiego.
Studiował w Paryżu i Tuluzie; od 1549 był członkiem parlamentu paryskiego. Brał udział w kilku głośnych procesach, w tym w sporze między Uniwersytetem Paryskim a zakonem jezuitów. Jako królewski urzędnik uczestniczył także w tzw. Grands Jours, rodzaju sesji wyjazdowych trybunału królewskiego w Poitiers (1579) i Troyes (1583). W 1585 r. Henryk III Walezy nominował go na stanowisko głównego adwokata w administracji skarbu królewskiego (Chambre des Comptes), gdzie Pasquier odznaczył się swoją opozycją wobec procederu sprzedaży stanowisk państwowych. W 1588 r. opuścił Paryż z powodu zamieszek związanych z wojnami religijnymi. Powrócił dopiero w 1594 r., towarzysząc nowemu królowi, Henrykowi IV.
Pisał poezję, głównie o charakterze miłosnym i żartobliwym, oraz teksty moralistyczne i propagandowe związane z działalnością dworu królewskiego i swych protektorów, Henryka III i Henryka IV. Najważniejszym jego dziełem są jednak Recherches de la France, obszerna publikacja o charakterze historycznym, której pierwszy tom ukazał się w 1560 r., a wydawane było aż do 1621 r. (ostatnie tomy ukazały się już pośmiertnie). Recherches powodowane są patriotyzmem Pasquiera i jego pragnieniem podkreślenia jedności kraju i ludu francuskiego w obliczu konfliktu religijnego. Pasquier opisuje dzieje Galii, początki monarchii francuskiej, historię języka, obyczajów, literatury, praktycznie wszystkie tematy związane z przeszłością Francji. Jego dzieło uznaje się za prekursorskie w stosunku do rodzącej się francuskiej historiografii.

## Dzieła
- Monophile (1554)
- Recherches de la France (od 1560)
- Ordonnances d'Amour (1564)
- Exhortation aux Princes (1561)
- Lettres (od 1589)
- Congratulation sur la paix générale (1598)
- La Jeunesse de Pasquier (1610)